# Остров Декабристов (муниципальный округ)
О́стров Декабри́стов (бывший муниципальный округ № 11) — муниципальный округ в составе Василеостровского района Санкт-Петербурга.
Глава муниципального образования (по состоянию на февраль 2024 г.) — Захаров Алексей Юрьевич.

## Территория

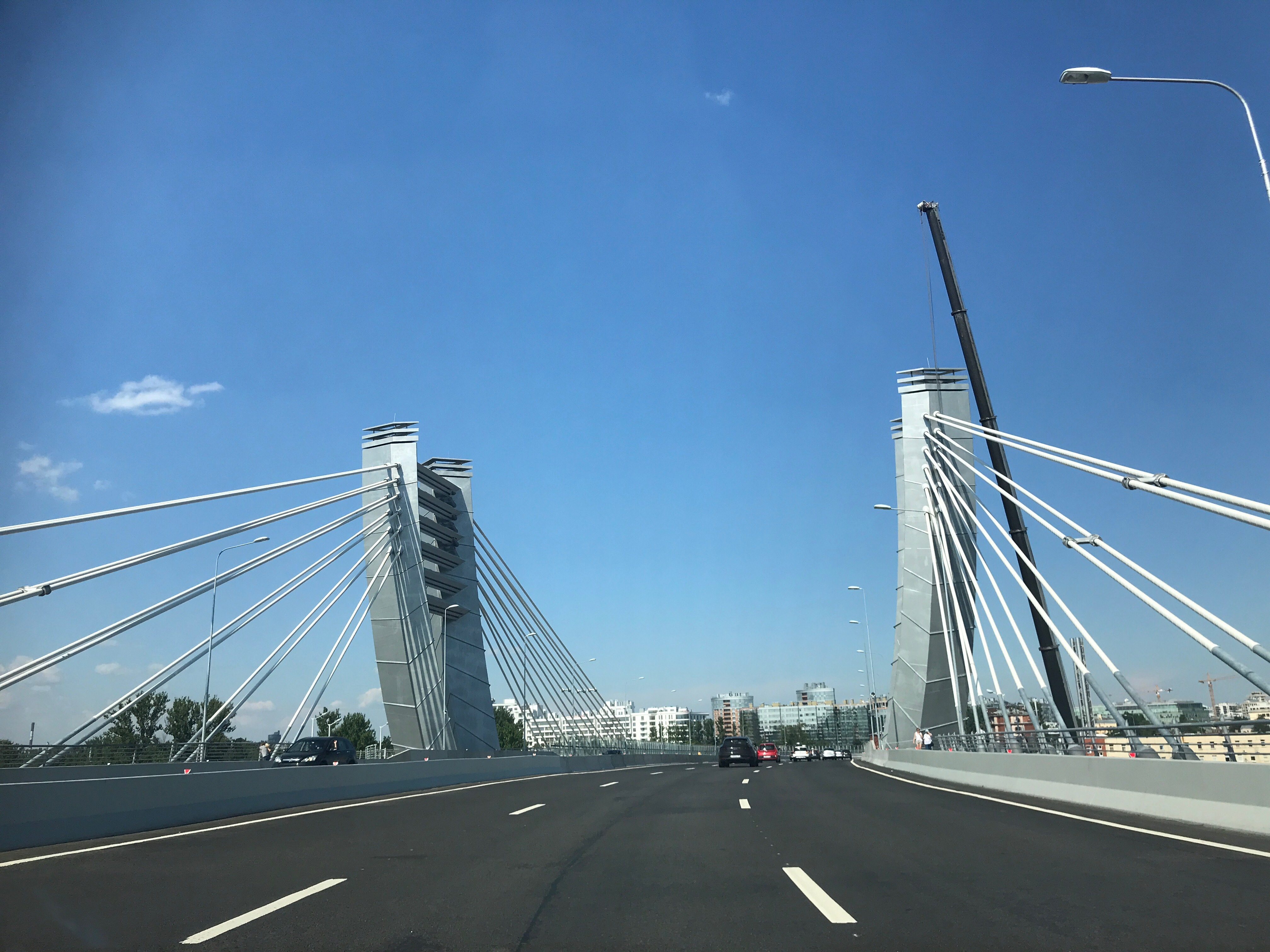
Мост Бетанкура

Территория округа включает в себя остров Декабристов, а также небольшие острова Серный и безымянный остров в устье реки Смоленки. Все границы муниципального образования проходят по воде — южная по р. Смоленке, западная представляет собой берег Финского залива, северная и восточная — Малая Нева.
Основные магистрали округа — Наличная улица, Уральская улица, улица Кораблестроителей.

## Население
| 2002    | 2010    | 2012    | 2013    | 2014    | 2015    | 2016    | 2017    | 2018    |
| ------- | ------- | ------- | ------- | ------- | ------- | ------- | ------- | ------- |
| 53 882  | ↗60 842 | ↗61 772 | ↗63 424 | ↗63 616 | ↘63 607 | ↘62 764 | ↗62 821 | ↗62 862 |
| 2019    | 2020    | 2021    | 2023    | 2025    |         |         |         |         |
| ↘62 456 | ↘61 888 | ↗62 338 | ↘61 249 | ↗61 639 |         |         |         |         |

## Транспорт
В округе располагается одна станция метро — «Приморская».

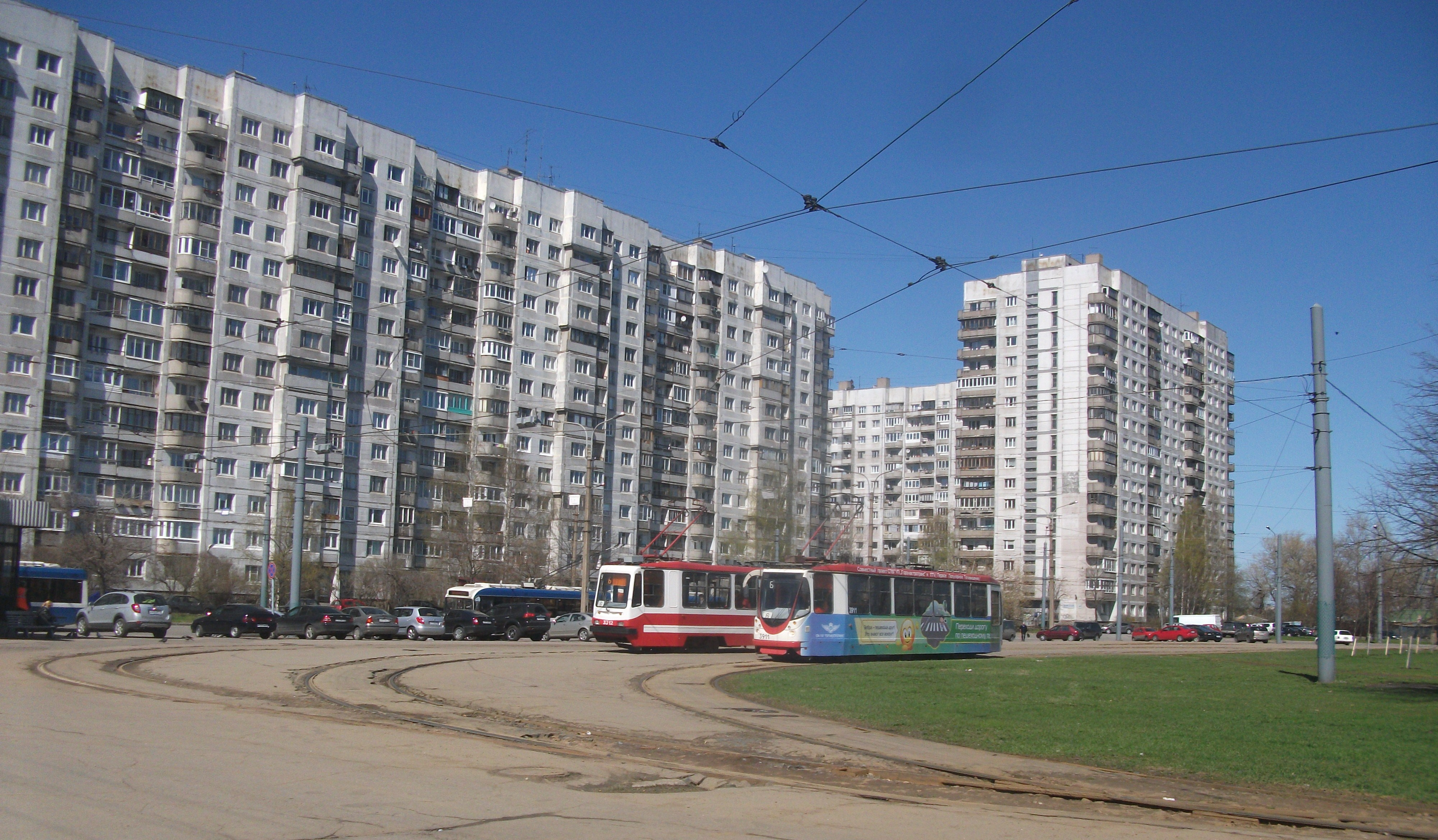
Конечная станция электротранспорта «Улица Кораблестроителей» (трамваи 1 и 6, троллейбусы 9,10 и 11

На перекрёстке Наличная улица — Морская набережная и улица Кораблестроителей — Уральская улица располагается конечная остановка нескольких маршрутов городского пассажирского транспорта (автобусов, трамваев, троллейбусов) — «Улица Кораблестроителей».
Две троллейбусных линии — по Наличной улице, по которой следуют маршруты № 9, 10, 12 и по улице Кораблестроителей, по которым следуют маршруты № 9, 11. Одна трамвайная линия — по Наличной улице, по ней следуют маршруты № 6, 40. Автобусы курсируют как в пределах Василеостровского района, так и соединяют его с другими районами города.